# Volvo S60
La Volvo S60 est une berline du constructeur automobile suédois Volvo. Le premier opus est apparu durant l'été 2000, la S60 est une berline concurrente des Audi A4, BMW série 3, et autre Mercedes Classe C. Sa remplaçante a fait ses débuts lors du salon de Genève en mars 2010.

## 1regénération (2000-2009)

### Description
La Volvo S60 est présentée à la fin de l'été 2000. Elle est conçue sur la même plateforme que le V70 inauguré quelques mois auparavant. Sa ligne de coupé incluant les quatre portes d'une berline classique signe son design. Tout d'abord proposée en trois niveaux de motorisations essence, elle séduit rapidement, surtout en Europe de l'Ouest, avec l'apparition du diesel Volvo en 2001. Au salon de Paris 2002 est révélée au public la S60 R développant 300 ch (et le V70 R, la version break), annoncé l’année précédente par le concept S60 PCC (Performance Concept Car). Fin 2004 (modèle 2005), le design est légèrement remanié à l'extérieur et l'intérieur bénéficie de quelques retouches. La dernière S60 est fabriquée le 31 mai 2009. Le modèle sera proposé à la vente en France encore quelques mois, jusqu'au lancement de la nouvelle S60 en mars 2010 au salon de Genève.

### Moteurs
- 2.0, 5 cylindres, 140 ch/103 kW, 220 N m, essence
- 2.0T, 5 cylindres, 180 ch/132 kW, 240 N m, essence, turbo
- 2.4, 5 cylindres, 140 ch/103 kW, 220 N m, essence
- 2.4i, 5 cylindres, 170 ch/125 kW, 225 N m, essence
- 2.4T, 5 cylindres, 200 ch/146 kW, 285 N m, essence, turbo (remplacé par le 2.5T)
- 2.5T 5 cylindres, 210 ch/154 kW, 320 N m, essence, turbo
- T5 (2001-2004), 5 cylindres, 250 ch/184 kW, 350 N m, essence, turbo
- T5 (2005-2009), 5 cylindres, 260 ch/191 kW, 350 N m, essence, turbo
- R, 5 cylindres, 300 ch/220 kW, 400 N m, essence, turbo
- 2.4D Euro 3, 5 cylindres, 130 ch/96 kW, 280 N m, diesel, turbo
- 2.4D Euro 5, 5 cylindres, 126 ch/93 kW, 300 N m, diesel, turbo
- 2.4D Euro 5/ D5 Euro 3, 5 cylindres, 163 ch/120 kW, 340 N m, diesel, turbo
- D5 Euro 5, 5 cylindres, 185 ch/136 kW, 400 N m, diesel, turbo

### Autres détails techniques
- Réservoir : 70 litres
- Freins av/ar : disques ventilés/pleins
- ABS/ESP de série
- Coefficient de pénétration dans l'air (Cx) : 0,28
- Coffre : 370 dm3
- Bruit à 130 km/h : 69 dB A
- Les motorisations sont de type 5 cylindres en ligne, montés transversalement. Cette approche permet de mieux contrôler le déplacement du moteur en cas de collision frontale, et permet de limiter les risques d'intrusion du moteur dans l'habitacle. En contrepartie, la longueur du bloc moteur limite l'espace disponible pour les roues, ce qui occasionne un rayon de braquage assez élevé pour cette catégorie de véhicule.
- Les boîtes de vitesses automatiques, fabriquées par Aisin, peuvent également (en option) être pilotée par une commande séquentielle. Volvo utilise le terme commercial Geartronic lorsque la commande séquentielle est associée à la boite automatique.
- Le GPS, disponible en option, était initialement sur support CD. Dès le millésime 2002, les cartes sont passées sur support DVD, ce qui permet de naviguer de porte à porte dans toute l'Europe. A mesure des évolutions, le support DVD unique ne suffisait plus à stocker toutes les données. Les mises à jour se présentent désormais sous forme de plusieurs DVD. Chacun de ces DVD contient l'ensemble des routes d'Europe, mais ne contient les données signalétiques que d'un nombre réduit de pays. À noter que pour les mises à jour postérieures à 2005, Volvo a acquitté la licence française permettant de recevoir les informations de trafic TMC.
- La partie audio des S60 est particulièrement soignée, comme c'est souvent le cas chez Volvo. Dès le pack "High Performance Sound", le véhicule se voit équipé d'un système Dolby pro-logic, de 9 haut-parleurs haut de gamme Harman Kardon 75 watts chacun et d'un amplificateur 4 × 50 watts d'origine Alpine. Sur le pack supérieur Premium sound 13 haut-parleurs, les enceintes Harman Kardon passent à 100 watts et l'ampli Alpine à 4 × 75 watts.
- La S60 R est un concentré de technologie pour l'époque : moteur 5 cylindres de 2521 cm3 suralimenté avec double intercooler, suspension pilotée avec trois modes préprogrammés disponibles au tableau de bord, boite de vitesses manuelle 6 rapports ou automatique 5 rapports (avec pilotage Geartronic en option), transmission intégrale AWD avec coupleur Haldex et autobloquant, projecteurs bi-xénon, navigation par GPS, téléphone embarqué, système Volvo-on-Call de repérage du véhicule par GPS en cas de demande.

### Finitions
- Kinetic
- Confort

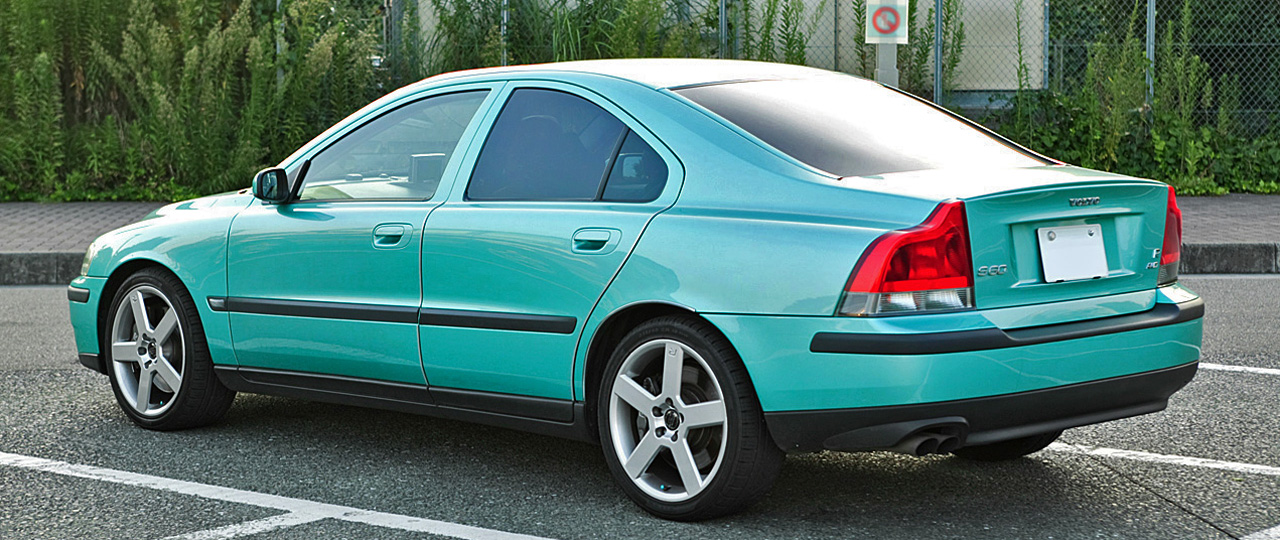
Volvo S60R (2003–2007)

- Optimum jusqu'à 2005 / Momentum à partir de 2005
- Xenia (série spéciale sur base Optimum)
- Sport (série spéciale sur base Momentum)
- Summum
- R (300 ch)

## 2egénération (2010-2018)
La Volvo S60 II débute sa commercialisation en 2010. La phase 2 apparaît au cours de l'année 2013.

### Caractéristiques techniques
Pour l'année 2013, Volvo modernise sa S60. Volvo en profite pour lancer une nouvelle gamme de motorisations quatre cylindres en plus d'un profond restylage.
Ce restylage se caractérise principalement par l'adoption de phares plus conventionnels et une caladre plus massive. À l'intérieur, Volvo a mis de nouveaux sièges plus confortables et au maintien revu. Pour la face arrière, très peu de changements à l'exception du spoiler arrière.

#### Sécurité
Outre son système anti-collision avec d'autres véhicules à faible vitesse (50 km/h (pour la version 2013)), c'est la première voiture, avec la Volvo V60, à être munie d'un système de détection de piétons, qui permet de freiner automatiquement la voiture en cas de collision possible avec un piéton.

#### Motorisations
Depuis septembre 2013, la Volvo S60 est disponible avec la nouvelle gamme de moteurs Drive-E. Ces nouveaux moteurs sont des moteurs Euro 6 qui arrivent à combiner des valeurs de CO2 très favorables et une faible consommation de carburant.
|                                        | S60 D2                            | S60 D3                                                                 | S60 D4                                                                 | S60 D4 (Drive-E)                                                       | S60 D5/D5 AWD                                                          | S60 T3                             | S60 T4                             | S60 T5 (Drive-E)                   | S60 T6 AWD/Polestar T6 AWD         | S60 T6 FWD / Polestar AWD (Drive-E) |
| -------------------------------------- | --------------------------------- | ---------------------------------------------------------------------- | ---------------------------------------------------------------------- | ---------------------------------------------------------------------- | ---------------------------------------------------------------------- | ---------------------------------- | ---------------------------------- | ---------------------------------- | ---------------------------------- | ----------------------------------- |
| Moteur                                 | 4-cylindres en ligne turbo diesel | 5-cylindres en ligne turbo(s) diesel Injection directe à rampe commune | 5-cylindres en ligne turbo(s) diesel Injection directe à rampe commune | 4-cylindres en ligne turbo(s) diesel Injection directe à rampe commune | 5-cylindres en ligne turbo(s) diesel Injection directe à rampe commune | 4-cylindres en ligne turbo essence | 4-cylindres en ligne turbo essence | 4-cylindres en ligne turbo essence | 6-cylindres en ligne turbo essence | 4-cylindres en ligne turbo essence  |
| Cylindrée                              | 1 560 cm3                         | 1 984 cm3                                                              | 1 984 cm3                                                              | 1 969 cm3                                                              | 2 400 cm3                                                              | 1 596 cm3                          | 1 596 cm3                          | 1 969 cm3                          | 2 953 cm3                          | 1 969 cm3                           |
| Puissance maximale à tr/min            | 115 ch 3 600                      | 136 ch 3 500                                                           | 163 ch 3 500                                                           | 181 ch/190 ch 4 250                                                    | 215 ch 4 000                                                           | 150 ch 5 700                       | 180 ch 5 700                       | 245 ch 5 500                       | 304/350 ch 5 600                   | 306/367 ch 6 000                    |
| Couple maximal à tr/min                | 270 N m 1 750-2 500               | 350 N m 1 500-2 250                                                    | 400 N m 1 500-2 750                                                    | 400 N m 1 750-2 500                                                    | 420 N m (aut. et AWD 440) 1 500-3 250 (aut. et AWD 3000)               | 240 N m 1 600-4 000                | 240 N m 1 600-5 000                | 350 N m 1 500-4 800                | 440–500 N m 2 100-4 200            | 400–470 N m à 3 100-5 100           |
| Masse                                  | 1 488 kg (aut. 1 503 kg)          | 1 545 kg (aut. 1569 kg)                                                | 1 545 kg (aut. 1569 kg)                                                | 1 550 kg (aut. 1 570 kg)                                               | 1 569 kg (aut. 1 580 kg - AWD 1 641 kg))                               | 1 482 kg (aut. 1 501 kg)           | 1 480 kg (aut. 1 501 kg)           | 1 564 kg                           | 1 674 kg                           | 1574 / 1751                         |
| Vitesse maximale                       | 195 km/h (aut. 190 km/h)          | 205 km/h (aut. 200 km/h)                                               | 220 km/h (aut. 215)                                                    | 230 km/h                                                               | 220 km/h (aut. 215 - AWD: 225 km/h)                                    | 205 km/h (aut. 210 km/h)           | 225 km/h                           | 230 km/h                           | 250 / 250 (bridé) km/h             | 250 / 250 (bridé) km/h              |
| Accélération de 0–100 km/h             | 10,9 s (aut 12,3 s)               | 10,2 s                                                                 | 9,2 s                                                                  | 7,4 s                                                                  | 7,4 s (auto. et AWD 7,6 s)                                             | 9,4 s (aut 10,2 s)                 | 8,3 s (aut 9,0 s)                  | 6,3 s                              | 5,9 / 4,9                          | 5,9 / 4,7                           |
| Consommation l/100 km Moyenne pondérée | 3,9 (aut 4,1)                     | 4,3 (aut. 4,8)                                                         | 4,3 (aut. 4,8)                                                         | 3,8 (aut 4,2)                                                          | 4,5 (aut. et AWD: 5,9)                                                 | 5,5 (aut. 6,8)                     | 5,8 (aut. 6,8)                     | 6,0                                | 9,9                                | 7,8                                 |
| Emissions CO2 (g/km)                   | 103 (aut. 107)                    | 114 (aut. 126)                                                         | 114 (aut. 126)                                                         | 99 (aut. 109)                                                          | 119 (aut. 154 - AWD: 156)                                              | 129 (aut. 159)                     | 134 (aut. 159)                     | 139                                | 231                                | 179                                 |

### Finitions
- Kinetic
- Momentum
- Oversta
- Summum
- R-Design
- Xénium
- Polestar

### Versions

#### S60 Cross Country

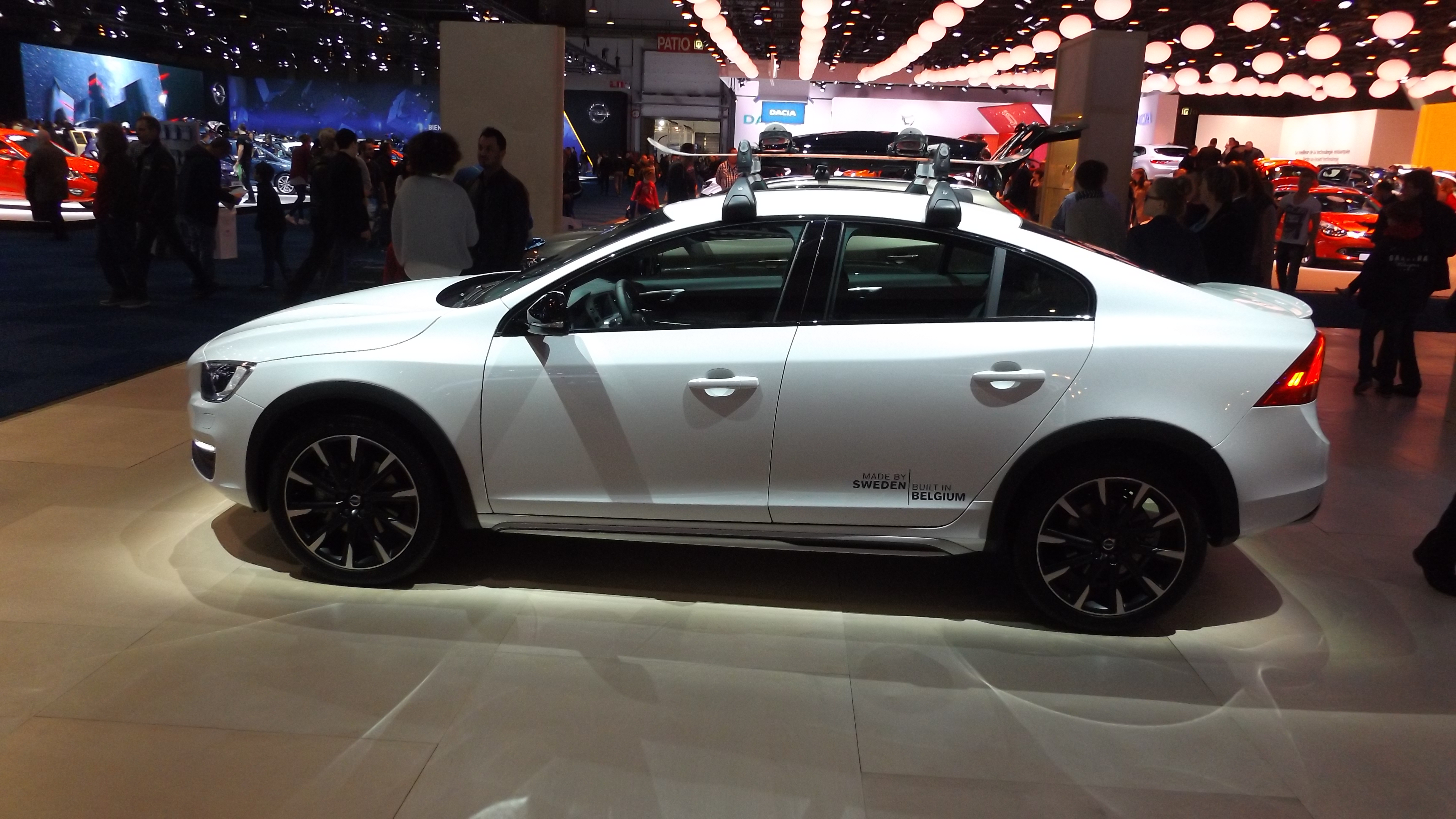
S60 Cross Country

Volvo a un important passé au niveau des modèles 4X4 et XC. Désireux de développer sa gamme, Volvo qui a déjà présenté la V40 Cross Country, présente aujourd'hui la S60 Cross Country. Esthétiquement, la S60 ne diffère pas tellement de la S60 normale. Une hauteur de caisse relevée de 65 mm et des protections de carrosserie ont été adoptés. Deux motorisations D4 (190 CH - FWD man) et D4 (AWD auto) composent la gamme S60 Cross country.

#### Polestar

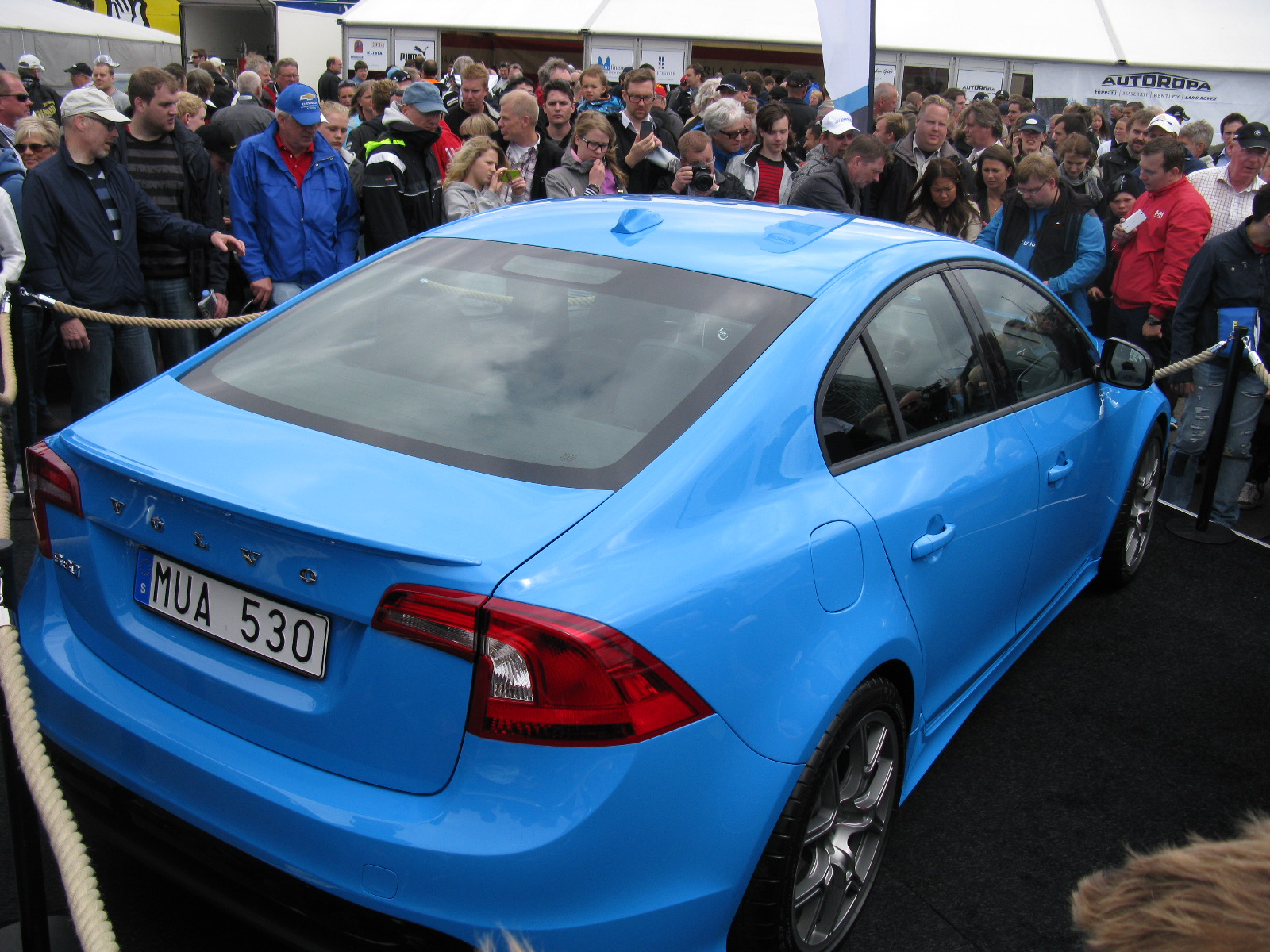
S60 Polestar

Polestar est un préparateur suédois qui est passé dans le giron de Volvo depuis peu. Si plusieurs modèles ont été développés et alignés en compétition, Polestar a également développé des modèles sur base Volvo pour la route.
Les S60 et V60 ont donc chacune leur version Polestar. La Volvo S60 Polestar est motorisée en 2013 par un moteur T6 (6 cylindres) 3.0L de 350 ch et 500 N m de couple. La version Polestar se voit équipée d'un nouveau turbocompresseur à double entrée, d’un nouveau refroidisseur intermédiaire, d’un système d’échappement actif à flux complet et d’un système de gestion de moteur totalement recalibré. La voiture abat le 0 à 100 km/h en seulement 4,9 secondes (S60) et 5,0 secondes (V60). La transmission est une Geartronic à six rapports.
En 2016, une nouvelle version voit le jour et abandonne le-6 cylindres pour le T6 (4 cylindres) de la famille des moteurs VEA. Le moteur développe 367 ch et 470 N m de couple. Polestar a boosté le moteur avec un turbo de taille supérieure, des bielles revues, de nouveaux arbres à cames ou encore une nouvelle pompe à injection. La puissance est envoyée aux quatre roues via une boîte automatique 8 rapports. La berline S60 passe de 0 à 100 km/h en 4,7 secondes et le break V60 en 4,8 secondes (soit 2 dixièmes de mieux que la version 6 cylindres).

## 3egénération (2019-2024)
La S60 de troisième génération est dévoilée en juin 2018 avant sa commercialisation en avril 2019.

### Présentation
La production débute à la fin de 2018 à Charleston, en Caroline du Sud aux États-Unis et à Chengdu en Chine. Elle devrait être assemblée en « nécessaire en pièces détachées » à Kuala Lumpur en Malaisie à partir du courant 2020 pour l'Asie du Sud-Est.

### Caractéristiques techniques

#### Motorisations
La Volvo S60 III n'est disponible en France qu'en version hybride rechargeable. La S60 T8 Twin Engine reçoit un quatre cylindres 2 litres de 390 ch ou 405 ch en version Polestar. Une seconde motorisation hybride rechargeable T6 de 340 ch arrivera au printemps 2020.
Dans la version de 390 ch, le moteur électrique est accompagné d'un 2.0 Turbo de 303 ch.
Toujours dans cette version, la berline Volvo est capable d’exécuter un 1000 m départ arrêté en 25 secondes.
Concernant l'autonomie du moteur électrique, elle est de 51 km en ville, 38 km sur route et 30 km sur autoroute.
La consommation du moteur essence est de 8,2 L/100 km en moyenne.

### Finitions
- Inscription First Edition
- R-Design First Edition
- Polestar Engineered